# Réduction des composés nitro
Les réductions des composés nitro sont un ensemble de réactions chimiques visant à convertir les groupes nitro (—NO2) présents dans certains composé organiques principalement en groupes amine (—NH2), mais aussi d'autres, comme les groupes hydroxylamine (—NHOH), hydrazines (R-N-N-R) ou azos (R-N=N-R), voire une réduction complète en groupe alkyle, via des réactions de réduction utilisant divers agents. Les composés réagissent différemment selon qu'ils soient alkyliques ou aryliques.
C'est une réaction particulièrement intéressante pour les composé aromatiques car elle permet l'introduction d'un groupe amine qui serait sinon bien plus difficile à introduire ou avec moins de contrôle sur sa position. Elle suit en général l'introduction du groupe nitro, par exemple par nitration d'un groupe phénol.

## Composés nitro aromatiques

### Réduction en anilines
La réduction des composés nitro aromatiques est faite à l'échelle industrielle. De nombreuses méthodes existent :
- hydrogénation catalytique utilisant : le nickel de Raney[2] ou le palladium sur charbon[3],[4],[5], l'oxyde de platine(IV), ou le nickel d'Urushibara[6] ;
- fer en milieu acide[7],[8],[9] ;
- hydrosulfite de sodium[10] ;
- sulfure de sodium (ou sulfure d'hydrogène et base), illustré par exemple par la réduction sélective du dinitrophénol en nitroaminophénol[11] ;
- chlorure d'étain(II)[12] ;
- chlorure de titane(III) ;
- samarium[13] ;
- acide iodhydrique[14].

Les hydrures métalliques ne sont en général pas utilisés pour réduire les composé nitro aryliques en anilines car ils tendent à produire des composés azo.

### Réduction en hydroxylamines
Diverses méthodes ont été décrites pour produire des hydroxylamines aryliques à partir de leur équivalent nitro :
- nickel de Raney et hydrazine à 0-10 °C[15] ;
- réduction électrolytique[16] ;
- zinc métallique dans le chlorure d'ammonium aqueux[17] ;
- rhodium sur charbon catalytique avec du monohydrate d'hydrazine en excès, à température ambiante[18].

### Réduction en hydrazines
Le traitement des nitroarènes avec du zinc métallique en excès provoque la formation de N,N'-diarylhydrazine.

### Réduction en composés azo
Le traitement des nitroarènes avec des hydrures métalliques donne des composés azo avec de bons rendements. On peut utiliser par exemple :
- le tétrahydruroaluminate de lithium (LiAlH4)[20] ;
- le zinc métallique avec de l'hydroxyde de sodium[19] ; si le zinc est mis en excès, le groupe azo sera réduit en hydrazine.

## Composés nitro aliphatiques

### Réduction en alcanes
L'hydrodénitration (remplacement d'un groupe nitro par un hydrogène) est difficile à réaliser mais peut être effectué par hydrogénation catalytique par le platine sur gel de silice à hautes températures.
La réaction peut également être effectuée par réaction radicalaire avec l'hydrure de tributylétain et un amorceur radicalaire, par exemple l'AIBN.

### Réduction en amines
Les composés nitro aliphatiques peuvent être réduits en amines par divers réactifs/procédés :
- hydrogénation catalytique en utilisant l'oxyde de platine(IV) (PtO2)[23] ou nickel de Raney[24] ;
- fer métallique en reflux dans l'acide acétique[25] ;
- iodure de samarium(II)[26] ;
- nickel de Raney, platine sur charbon (en) (Pt/C), ou poudre de zinc et acide formique ou formiate d'ammonium[6].

Les composé nitro α,β-insaturés peuvent être réduits en amines saturés par :
- hydrogénation catalytique avec palladium sur charbon (Pd/C) ;
- le fer métallique
- le tétrahydruroaluminate de lithium[27] ; dans ce cas de figure, la réaction produit aussi des hydroxylamines et des oximes comme impuretés ;
- le borohydrure de lithium ou le borohydrure de sodium et le chlorure de triméthylsilyle[28] ;
- le Red-Al[29].

### Réduction en hydroxylamines
Les composés nitro aliphatiques peuvent être réduits en hydroxylamines aliphatiques en utilisant du diborane.
La reaction peut également être effectuée avec de la poudre de zinc et du chlorure d'ammonium,, :
R-NO2 + 4 NH4Cl + 2 Zn → R-NH-OH + 2 ZnCl2 + 4 NH3 + H2O

### Réduction en oximes
Les composés nitro sont typiquemen réduit en oximes en utilisant des sels métalliques, par exmple le chlorure d'étain(II) ou le chlorure de chrome(II).
Il est également possible de passer par une hydrogénation catalytique avec une quantité contrôlée de dihydrogène.